# Drei Frauen erobern New York
Drei Frauen erobern New York (Originaltitel: Two Tickets to Broadway) ist ein US-amerikanischer Musicalfilm aus dem Jahr 1951, der unter der Regie von James V. Kern auf dem RKO Forty Acres Backlot gedreht wurde.

## Handlung
Die frustrierten Sängerinnen Hannah Holbrook, Joyce Campbell und S. F. „Foxy“ Rogers kehren niedergeschlagen in einem Bus nach New York zurück, nachdem ihr Engagement in Vermont, das von dem kleinen Promoter Lew Conway arrangiert wurde, ein großer Flop war.
Nancy Peterson, eine andere Passagierin im Bus, glaubt fälschlicherweise, Dan Carter habe ihren Koffer gestohlen. Es stellt sich heraus, dass beide Entertainer sind. Sie landen mit den Koffern des jeweils anderen und lernen sich nach der Verwechslung besser kennen.
Der hinterhältige Lew vertritt Dan und versucht, ihn dazu zu bringen, denselben schlechten Auftritt anzunehmen, den die Sängerin gerade verlassen hat. Lew lernt auch die beiden Feinkosthändler Leo und Harry kennen, die vielleicht Geld in die Karriere seiner Künstler investieren können. Der Agent lässt einen Imitator, Glendon, vorgeben, der Produzent der Fernsehsendung des Bandleaders Bob Crosby zu sein.
Alle glauben aufgeregt, dass Lew sie für die Fernsehsendung gebucht hat. Lew versucht immer wieder, den tatsächlichen Produzenten von Crosby zu treffen, völlig vergeblich. Er lügt den Sängern vor, dass Crosby sie nicht buchen will, weil er auf Dans Fähigkeiten als Sänger neidisch ist. Eine wütende Nancy stürmt in das Fernsehstudio und beschimpft Crosby und seinen Produzenten, die keine Ahnung haben, wovon sie spricht.
Nancy steigt in einen Bus, um nach Hause zu fahren. Crosbys Produzent sagt jedoch, dass er schon seit längerem an Dan interessiert ist und schließlich einen Platz in der heutigen Sendung bekommt, nachdem Lew die vorgesehenen Darsteller in einen Schrank gesperrt hat. Nancy weigert sich, Lew zu glauben, dass die Band wirklich in der heutigen Show auftritt, bis sie Dan auf einem Fernseher im Schaufenster eines Geschäfts singen sieht. Sie rast zurück nach New York, gerade noch rechtzeitig, um zu den anderen in die Show zu kommen.

## Songs und Soundtrack
Abfolge im Film:
- Manhattan
- Prologue
- The Worry Bird, or Let the Worry Bird Worry For You
  - Janet Leigh, Ann Miller, Barbara Lawrence und Gloria DeHaven
- Big Chief Hole-In-the-Ground
  - Janet Leigh, Ann Miller, Tony Martin, Barbara Lawrence and Gloria DeHaven
- The Closer You Are
- Are You a Beautiful Dream?
- Baby, You'll Never Be Sorry
  - Eddie Bracken  and Gloria DeHaven
- Pelican Falls High
- There's No Tomorrow
- Let's Make Comparisons

Eine offizielle Soundtrackveröffentlichung erschien nicht, allerdings gibt es eine EP-Veröffentlichung von Tony Martin mit Liedern aus dem Film. Diese erschien als Dreifach-7′’ sowie als Schellack-Platte. Die Songs wurden zusammen mit Henri René and his Orchestra eingespielt. Die EP erschien über RCA Victor.
Titelliste (in Klammern die Songwriter)
- A1: The Closer You Are (Jule Styne/Leo Robin)
- A2: Let the Worry Bird Worry for You mit dem Hugo Winterhalter Orchestra  (Jule Styne/Leo Robin)
- A3: There’s No Tomorrow (Hoffman-Corday-Carr)
- B1: Prologue from Pagliacci (Ruggero Leoncavallo)
- B2: Manhattan mit Dinah Shore (Rodgers & Hart)
- B3: Are You Just a Beautiful Dream? (Jule Styne/Leo Robin)

## Hintergrund
1949 wurde zunächst Ken Englund als Drehbuchautor des Films angekündigt. Produzieren sollte den Film Alex Gottlieb. Gottlieb stieg jedoch im April 1950 aus, als die Produktion gestoppt werden musste, da kein Hauptdarsteller gefunden wurde. Für ihn kam Danny Dare, der jedoch Mitte August 1950 auf Grund anderweitiger Verpflichtungen ebenfalls absagen musste. Schließlich übernahm Howard Hughes für RKO Pictures. Als weibliche Hauptrollen wurden schließlich Janet Leigh und Ann Miller besetzt. Beide standen eigentlich bei Metro-Goldwyn-Mayer unter Vertrag, wurden aber für Drei Frauen erobern New York von ihrem Stammstudio ausgeliehen.
Zrsprünglich waren Stan Laurel und Oliver Hardy für einen Gastauftritt als Delikatessenhändler vorgesehen, mussten aber absagen, weil Laurel krank war. Stattdessen übernahm das Duo Smith and Dale.
Die Straßenszenen entstanden im Hinterhof von Paramount Pictures. Der Rest des Films wurde zunächst  in den Gower Street Studios von RKO gedreht, bis die Produktion Mitte Januar 1951 in die RKO-Pathé Studios in Culver City verlegt wurde.
Der Film war kein großer Erfolg und verlor etwa 1.150.000 US-Dollar an den Kinokassen.

## Rezeption und Erfolg
Der Film galt eigentlich als sicherer Box-Office-Hit, verlor aber an den Kinokassen fast 1.150.000 US-Dollar.
Der Film wurde für einen Oscar für die beste Tonaufnahme (John O. Aalberg) nominiert.
Die New York Times kritisierte 1951 die eher konventionelle Handlung, die fast schon Seifenopern-Charakter habe. Sie hob die engagierte Besetzung hervor und lobte unter anderem Tony Martin sowie Janet Leigh für ihren Gesang. Insbesondere die von den Frauen gesungenen Lieder würden den Film tragen, während die Songs an sich wenig hergäben. Variety bewertete den Film eher positiv als „leichtes Technicolor-Musical, vollgestopft mit wohlgeformten Mädels und eingängigen Songs“.
Das Lexikon des Internationalen Films bezeichnete den als „gefällige musikalische Unterhaltung“.